# 塔阿爾火山
塔阿爾火山（英語：Taal Volcano），或譯塔爾火山，是菲律賓的一座火山，位於呂宋島八打雁省塔阿爾湖，距離首都馬尼拉約50公里，為該國最活躍的火山之一，海拔僅約400公尺，是世界最小的火山，被國際火山學與地球內部化學協會（IAVCEI）列為十年火山。

## 喷发历史
自1572年有記錄以來，塔阿爾火山有33次火山爆發。
火山口常移动，1794-1911年间多次在岛的中部喷发。1965年9月改在西南部喷发，出现长约1.5公里、宽0.3公里的新火山口，火山喷出的烟云高达300多米， 80公里以外的地方有火山灰落下；在60平方公里内，火山碎屑物堆积25厘米，喷出和移动的物质多达7，000万立方米。
1966、1967、1969年仍有喷发活动。
1911年，塔阿尔火山发生喷发，致死超过1300人。
1977年10月，塔阿尔火山发生喷发。
2020年1月12日13时（UTC+8）左右，距马尼拉约90公里的塔阿尔火山突发剧烈活动，火山灰柱高度超过1000米。截至19时30分，该研究所已将塔阿尔火山的喷发警戒级别从5个等级中的2级调升至4级，意味着该火山内部的岩浆状态有“迫在眉睫的喷发危险”。离塔阿尔火山最近的3个镇约1万名居民已开始疏散。自2020年塔阿尔火山喷发以来，共记录火山地震666次，其中174次有震感。从1月17日凌晨到18日凌晨，共发生火山地震32次。
2022年3月26日报道，菲律宾火山地震研究所26日说，位于首都马尼拉以南约60公里的塔阿尔火山当天上午小规模喷发蒸气，相关警戒级别已提高至三级。

## 圖片集

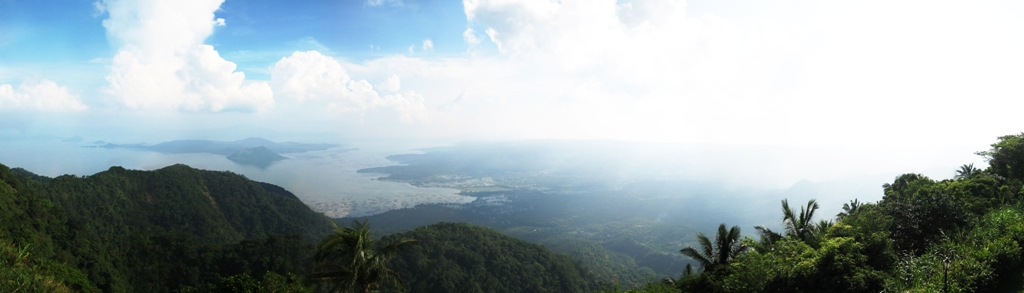
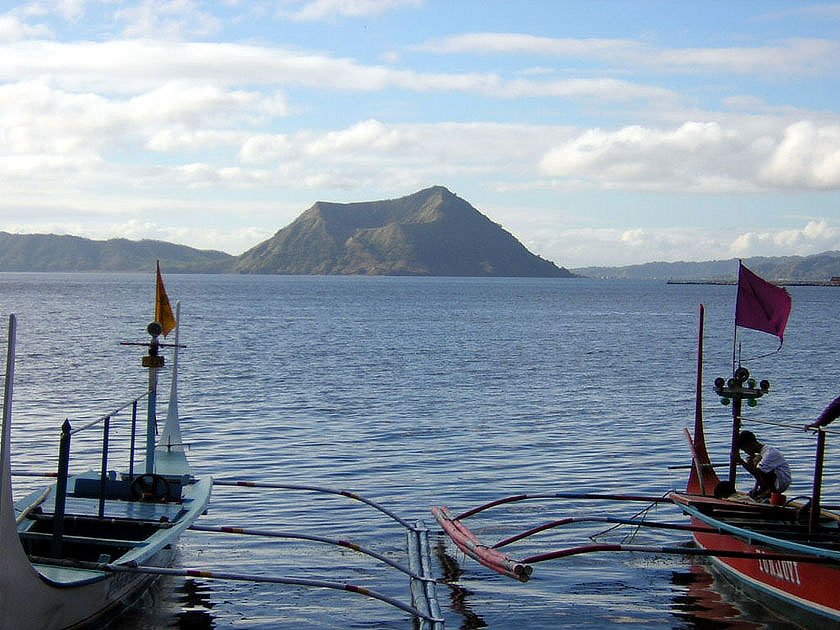
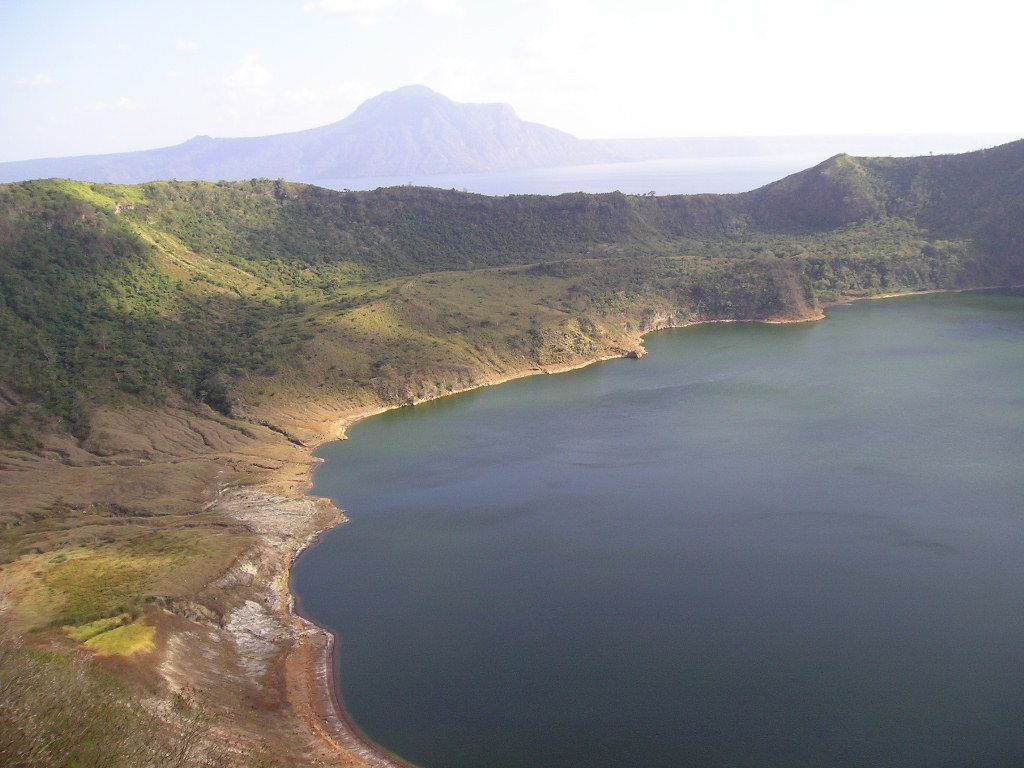
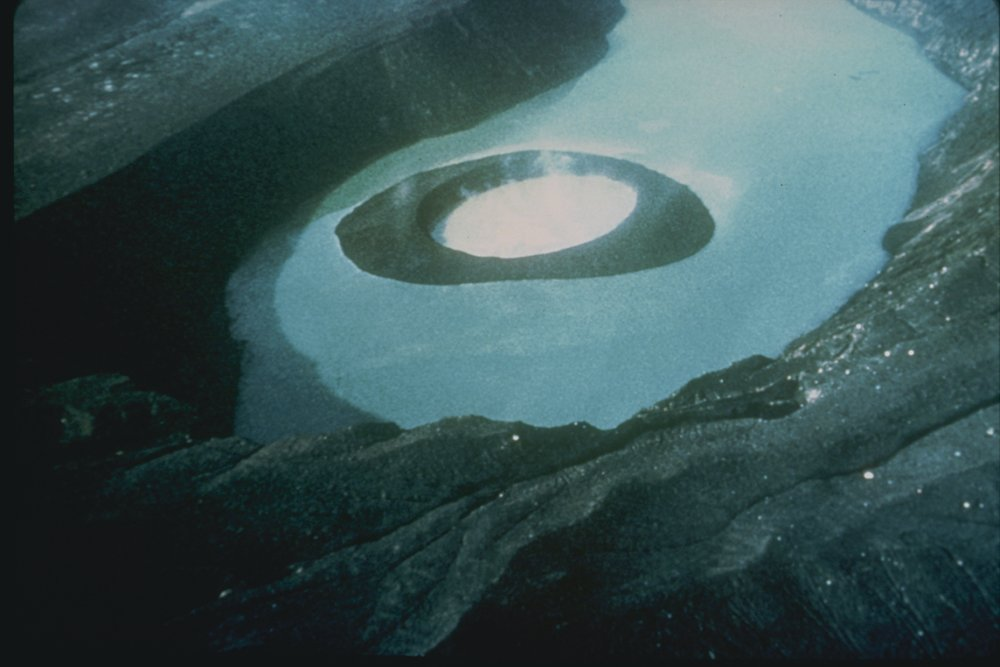
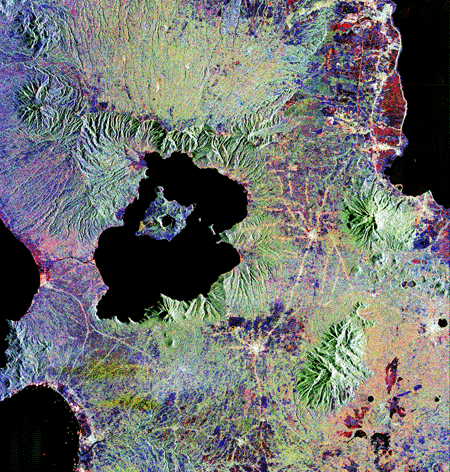
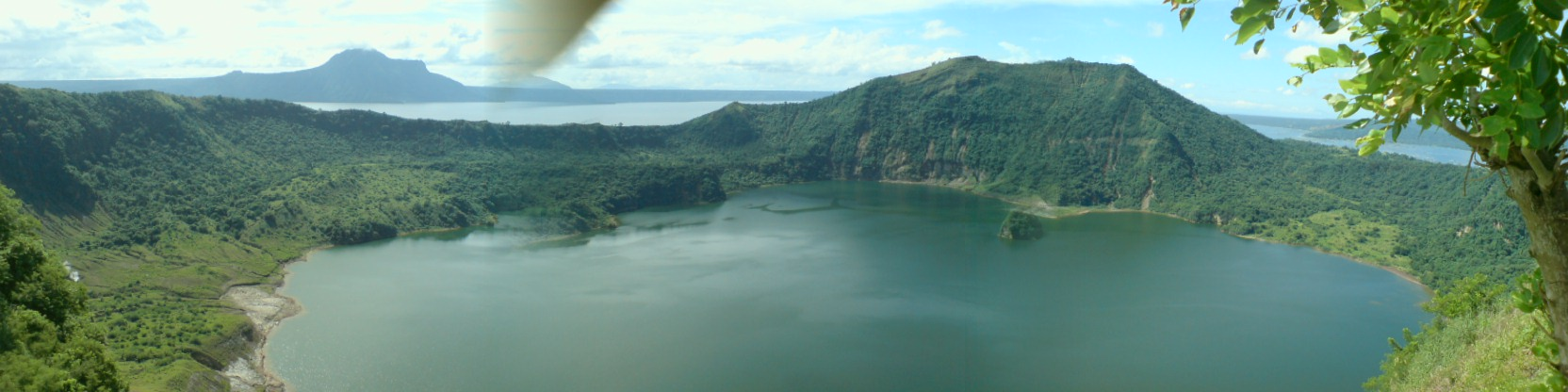
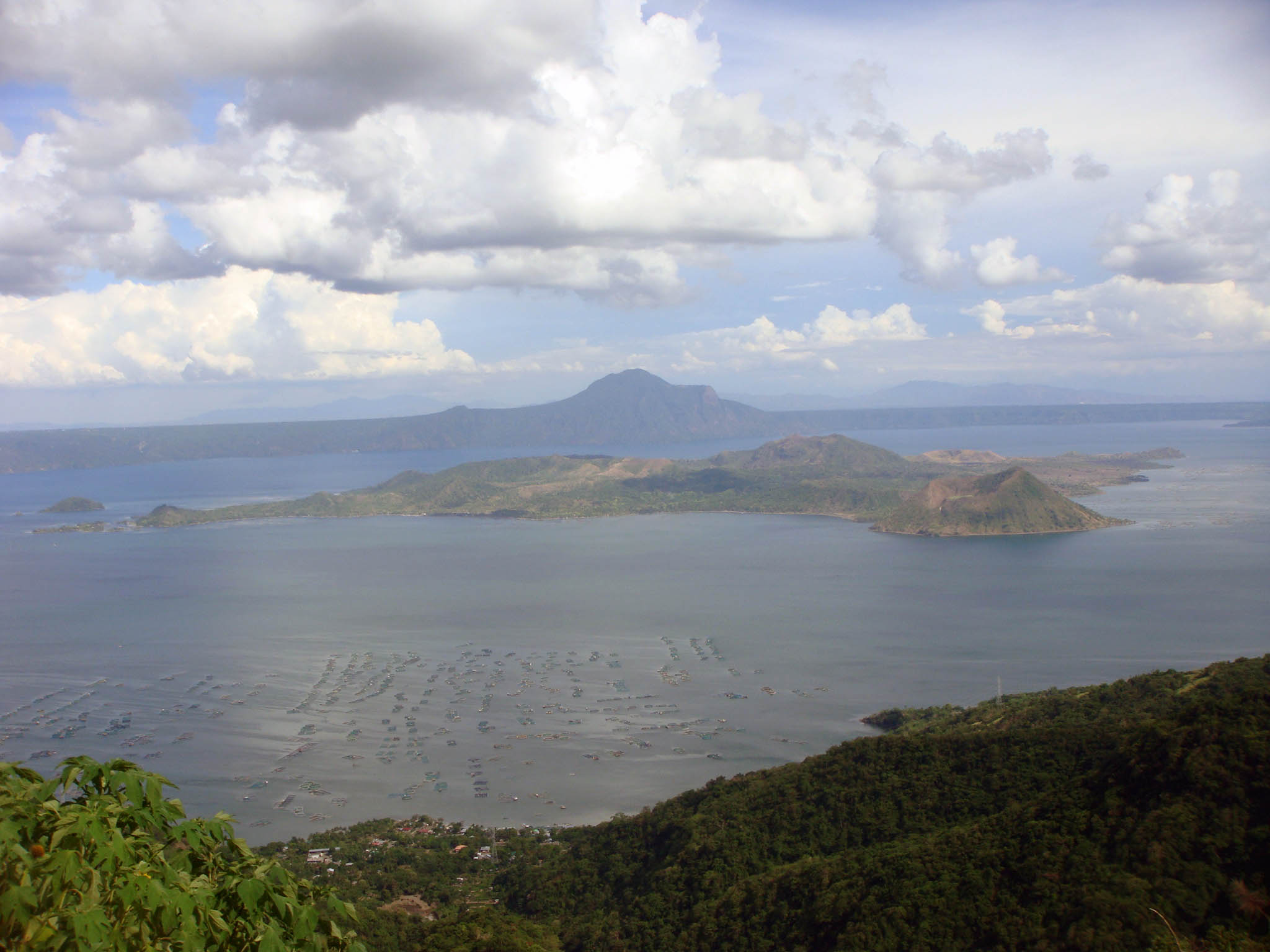

## 外部連結

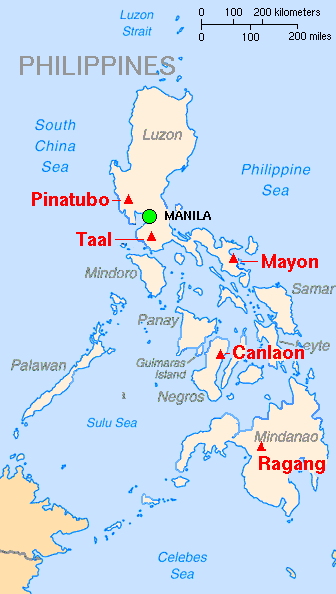
菲律賓主要火山

- Taal Volcano Information, Philippine Institute of Volcanology and Seismology (PHIVOLCS)
- . 全球火山作用计划. 史密森尼学会.   [2010-03-15].